# Guy d'Hardelot

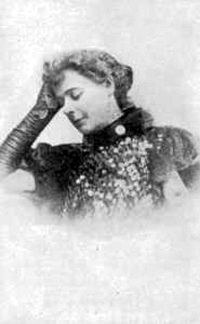
Guy d'Hardelot (Helen Guy Rhodes).

Guy d'Hardelot (augustus 1858 – 7 januari 1936) was het pseudoniem van Helen Rhodes (geboortenaam Helen Guy), een Frans componiste, pianiste en muzieklerares.

## Biografie
D'Hardelot was een dochter van een Engelse vader en een Franse moeder. Zij werd geboren op het Château d'Hardelot, nabij Boulogne-sur-Mer. Dit oude kasteel, waaraan zij haar pseudoniem ontleende, werd ooit bewoond door Hendrik VIII van Engeland en Anna Boleyn.
Op achttienjarige leeftijd ging zij naar Parijs waar zij op het Conservatorium de Paris studeerde bij Marie Renaud-Maury (1852-1928) en waar ze werd opgemerkt door Charles Gounod en Victor Maurel, die van haar vaardigheden zeer onder indruk waren. Ze ontmoette Jules Massenet die haar aanmoedigde te gaan componeren. Ze ging naar Londen waar ze een leerling werd van Clarence Lucas. Emma Calvé, een goede vriendin van d'Hardelot, deed veel om bekendheid te geven aan haar liederen. In haar huis in Londen besteedde d'Hardelot een groot deel van haar leven aan het geven van zangles en dictie en veel van haar leerlingen waren succesvol.
In 1896 vertrok ze met Emma Calvé naar de Verenigde Staten. Haar lied "Sans Toi" was gunstig ontvangen maar haar echte succes als componiste werd "Because" dat in 1902 werd uitgegeven. Naast haar andere geslaagde liederen mogen worden genoemd: "I Know a Lovely Garden", "I Think", "I Hid My Love", "Dawn", en "A Bunch of Violets". Zij was bijzonder succesvol als schrijfster van liederen waarin ze Franse fijngevoeligheid en Engelse degelijkheid combineerde.
Weinig vrouwelijke componisten werden in het begin van de 20e eeuw zo populair als d'Hardelot, en haar succes behaalde ze alleen door eigen verdiensten. Ondanks de hulp van vele vrienden bereikte ze dat succes na geruime tijd.
Ook haar zuster Edith Dick was een componiste.